# Mine Giant
La mine Giant était une importante mine d'or située sur la route Ingraham Trail, à quelques kilomètres de Yellowknife, aux Territoires du Nord-Ouest (Canada). De l'or fut découvert à cet endroit en 1935 par Johnny Baker, mais l'étendue des dépôts aurifères ne fut vraiment perçue qu'en 1944, quand une zone de cisaillement contenant une importante quantité d'or fut mise à jour sous une accumulation de matières dans la vallée de Baker Creek. La découverte a provoqué une énorme ruée vers l'or à Yellowknife après la Seconde Guerre mondiale. La mine est entrée en production en 1948 et a cessé ses opérations en 2004. Il en a été extrait plus de 7 000 000 ozt en or (217 707 kg). L'extraction de l'or a laissé d'importants résidus toxiques solubles dans l'eau.

## Histoire
Falconbridge (de 1948 à 1986 par sa filiale Giant Yellowknife Mines Limited), Pamour of Australia (de 1986 à 1990 par sa filiale Giant Yellowknife Mines Limited), Royal Oak Mines (de 1990 à 1999) et Miramar Mining Corporation (de 1999 à 2004) furent successivement les propriétaires de cette mine.
Le 18 septembre 1992, au paroxysme d'une agitation ouvrière pendant que se déroulait la liquidation de la société Royal Oak Mines, une explosion dans un puits de mine à 230 m sous la terre tua neuf travailleurs qui circulaient dans un véhicule. L'employé de la mine Roger Warren fut plus tard condamné pour avoir placé une bombe. La grève et le lock-out se terminèrent en 1993, en respect de l'ordre du Conseil canadien des relations industrielles. Une poursuite au civil fut lancée au nom des familles des travailleurs tués (Fullowka c. Royal Oak Ventures Inc.).
Un musée sera construit en hommage à la mine. Le téléfilm Giant Mine, diffusé en 1996 par la CBC, est un documentaire romancé sur la grève, le lock-out et l'explosion.

## Activités
L'exploitation minière sur plus de 40 ans a créé un important problème environnemental, problème que les anciens propriétaires de la mine ont remis entre les mains des gouvernements canadiens. Elle contient en effet plus de 230 000 tonnes de poussière d'anhydride arsénieux, sous-produit du procédé de séparation de l'or. Cette poussière est soluble dans l'eau et contient environ 60 % d'arsenic.
Le site de 2 300 acres (environ 930 hectares) comprend huit puits à ciel ouvert, 4 haldes, 325 000 m3 de terre contaminée et environ 100 immeubles dont le complexe servant à séparer l'or des autres composés chimiques. Le complexe est très contaminé par l'arsenic et l'amiante. En 2012, un projet d'assainissement de 400 millions de dollars est en cours. Il a pour objectif de geler à perpétuité les dépôts d'anhydride arsénieux (cette opération est appelée « méthode des blocs congelés ») dans le but de prévenir que les eaux de ruissellement souterraines ne transportent le composé toxique.